# Madeleine Carroll
Madeleine Carroll, nata Edith Madeleine Carroll (West Bromwich, 26 febbraio 1906 – Marbella, 2 ottobre 1987), è stata un'attrice britannica naturalizzata statunitense.

## Biografia
Figlia di un professore irlandese che insegnava in Inghilterra e di madre francese, nacque nello Staffordshire. Dopo essersi laureata in Belle Arti all'Università di Birmingham, nel 1927 abbandonò la carriera di insegnante per iniziare a recitare in teatro. Nel 1928 debuttò nel cinema con The Guns of Loos, conquistando popolarità, grazie alla sua bellezza ed eleganza, in diverse pellicole britanniche nella prima metà degli anni trenta.
Nel 1935 Alfred Hitchcock la volle come protagonista del film Il club dei 39, nel ruolo di Pamela, che si ritrova ammanettata al fuggiasco Richard Hannay (Robert Donat). Hitchcock valorizzò il glamour aristocratico della Carroll, rimasta come uno degli esempi di bionda-platino preferiti dal regista, da sempre attratto da personaggi femminili solo in apparenza algidi e distaccati. La Carroll recitò anche nel successivo film di Hitchcock, Amore e mistero (1936), tratto da una novella di spionaggio di William Somerset Maugham, accanto a John Gielgud.
Nel 1936 firmò un contratto con la Paramount, trasferendosi in California per interpretare alcuni film a fianco di celebri divi dell'epoca, quali L'oro della Cina (1936) accanto a Gary Cooper, I Lloyds di Londra (1936) con Tyrone Power, Il prigioniero di Zenda (1937) con Ronald Colman, Marco il ribelle (1938) a fianco di Henry Fonda, e Giubbe rosse (1940), ancora accanto a Cooper.
Fu forse la prima grande bellezza inglese richiesta con forza dalle major di Hollywood, e nel 1938 risultò l'attrice più pagata al mondo guadagnando  250.000 dollari. All'inizio degli anni quaranta iniziò a rallentare gli impegni cinematografici, passando a commedie come Una notte a Lisbona (1941) con Fred MacMurray, e Lo scorpione d'oro (1942) accanto a Bob Hope.
Colpita dalla morte della sorella Margaret, perita sotto i bombardamenti dell'aviazione tedesca sulla Gran Bretagna tra il 1940 e il 1941, la Carroll si dedicò a tempo pieno al lavoro in diversi ospedali della Croce Rossa, tra cui il 61st Station Hospital allestito a Foggia nel 1944, per ospitare i soldati americani feriti. Il suo impegno si concretizzò inoltre nel sostegno agli orfani di guerra, per i quali l'attrice mise a disposizione una sua residenza nei pressi di Parigi, per ospitare 150 bambini rimasti senza famiglia. Il comandante Dwight Eisenhower, sia pure non pubblicamente, disse che tra le star di Hollywood incontrate in Europa durante la guerra era stato notevolmente colpito dall'attrice e da Herbert Marshall, che dimostravano un impegno ed una dedizione senza pari. Divenuta cittadina statunitense nel 1943, fu decorata con la Legion d'onore per il suo impegno umanitario durante il periodo bellico.
L'attrice ritornò sul grande schermo dopo la fine della seconda guerra mondiale, concludendo la sua carriera cinematografica con il ruolo di Mrs. Erlynne nel film Il ventaglio (1949) di Otto Preminger, tratto da Il ventaglio di Lady Windermere di Oscar Wilde. Apparve in seguito solo occasionalmente in teatro o in televisione fino alla prima metà degli anni sessanta.

## Vita privata
Dopo il primo matrimonio (1931-1940) con il capitano Phillip Astley, nel 1942 la Carroll sposò l'attore Sterling Hayden, con cui girò i film Passaggio a Bahama (1941) e Virginia (1941) e da cui divorziò nel 1946. Si risposò con il regista e produttore francese Henri Lavorel (1946-1949) e nel 1950 con Andrew Heiskell, da cui divorziò nel 1965. Morì nel 1987 a Marbella, dove si era stabilita da alcuni anni, a causa di un cancro al pancreas.

## Filmografia

### Cinema

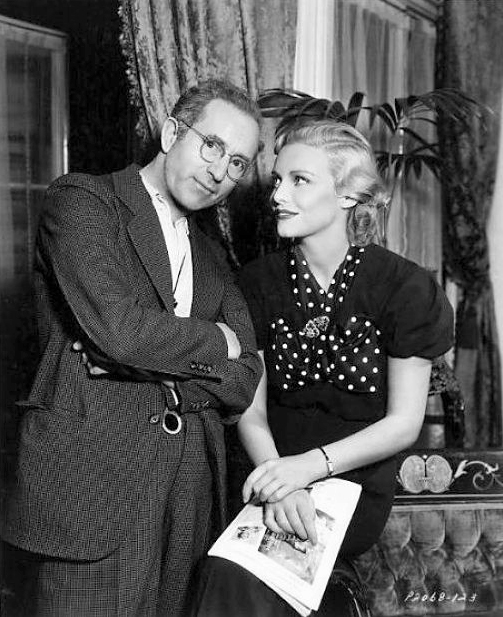
Madeleine Carroll con Victor Milner sul set del film L'oro della Cina (1936)

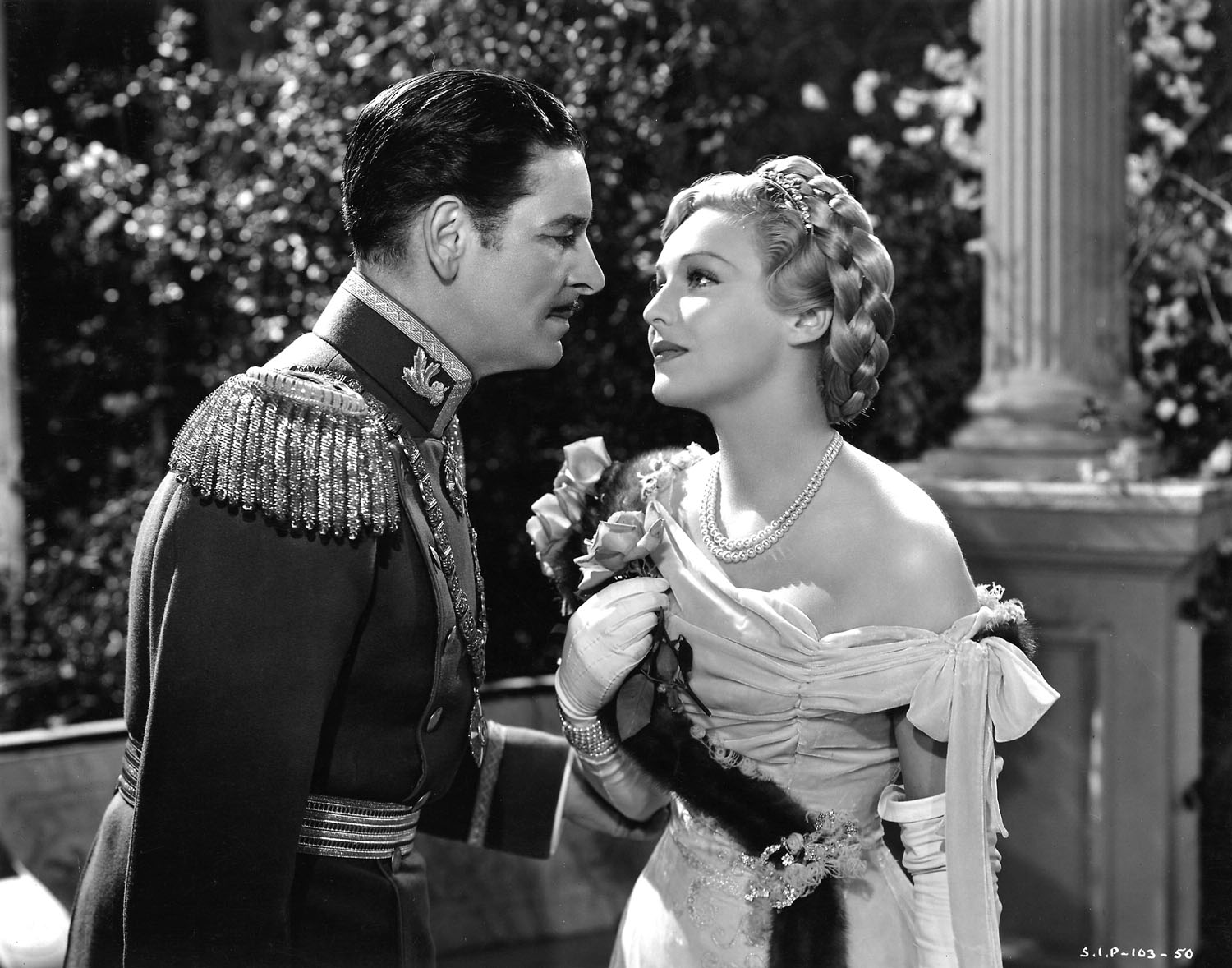
Con Ronald Colman ne Il prigioniero di Zenda (1937)

- Pas si bête, regia di André Berthomieu (1928)
- The Guns of Loos, regia di Sinclair Hill (1928)
- What Money Can Buy, regia di Edwin Greenwood (1928)
- The First Born, regia di Miles Mander (1928)
- L'Instinct, regia di André Liabel e Léon Mathot (1929)
- The Crooked Billet regia di Adrian Brunel (1929)
- The American Prisoner, regia di Thomas Bentley (1929)
- Atlantic, regia di Ewald André Dupont (1929)
- The W Plan, regia di Victor Saville ([1930)
- Young Woodley, regia di Thomas Bentley (1930)
- French Leave, regia di Jack Raymond (1930)
- Escape, regia di Basil Dean (1930)
- School for Scandal, regia di Thorold Dickinson e Maurice Elvey (1930)
- Kissing Cup's Race, regia di Castleton Knight (1930)
- Madame Guillotine, regia di Reginald Fogwell (1930)
- Fascination, regia di Miles Mander (1931)
- The Written Law, regia di Reginald Fogwell (1931)
- Sleeping Car, regia di Anatole Litvak (1933)
- Ero una spia (I Was a Spy), regia di Victor Saville (1933)
- Il mondo va avanti (The World Moves On), regia di John Ford (1934)
- Il dominatore (The Dictator), regia di Victor Saville (1935)
- Il club dei 39 (The 39 Steps), regia di Alfred Hitchcock (1935)
- The Story of Papworth, the Village of Hope, regia di Anthony Asquith (1936) (cortometraggio)
- The Case Against Mrs. Ames, regia di William A. Seiter (1936)
- Amore e mistero (Secret Agent), regia di Alfred Hitchcock (1936)
- L'oro della Cina (The General Died at Dawn), regia di Lewis Milestone (1936)
- I Lloyds di Londra (Lloyd's of London), regia di Henry King (1936)
- La signora della quinta strada (On the Avenue), regia di Roy Del Ruth (1937)
- Baciami così (It's All Yours), regia di Elliott Nugent (1937)
- Il prigioniero di Zenda (The Prisoner of Zenda), regia di John Cromwell (1937)
- Marco il ribelle (Blockade), regia di William Dieterle (1938)
- Café Society, regia di Edward H. Griffith (1939)
- Honeymoon in Bali, regia di Edward H. Griffith (1939)
- Figlio, figlio mio! (My Son, My Son!), regia di Charles Vidor (1940)
- Safari, regia di Edward H. Griffith (1940)
- Giubbe rosse (North West Mounted Police), regia di Cecil B. DeMille (1940)
- Virginia, regia di Edward H. Griffith (1941)
- Una notte a Lisbona (One Night in Lisbon), regia di Edward H. Griffith (1941)
- Passaggio a Bahama (Bahama Pasage), regia di Edward H. Griffith (1941)
- Lo scorpione d'oro (My Favorite Blonde), regia di Sidney Lanfield (1942)
- White Cradle Inn, regia di Harold French (1947)
- Non fidarti di tuo marito (An Innocent Affair), regia di Lloyd Bacon (1948)
- Il ventaglio (The Fan), regia di Otto Preminger (1949)

### Televisione
- General Electric Theater – serie TV, episodio 3x24 (1955)

## Doppiatrici italiane
- Lydia Simoneschi in I Lloyds di Londra, L'oro della Cina, Il ventaglio, Marco il ribelle, Figlio, figlio mio!
- Wanda Tettoni in Il prigioniero di Zenda
- Laura Carli in Giubbe rosse
- Andreina Pagnani in Passaggio a Bahama
- Dhia Cristiani in Safari
- Clelia Bernacchi in alcune pellicole degli anni '30
- Pinella Dragani in Il club dei 39 (ridoppiaggio)